# 福知山藩
福知山藩（ふくちやまはん）は、丹波国天田郡（現在の京都府福知山市内記）に存在した藩。藩庁は福知山城。

## 前史
戦国時代の天正7年（1579年）、織田信長の家臣であった明智光秀に丹波一国が与えられ、光秀は一族の明智秀満にこの地を任せた。天正10年（1582年）に光秀が信長に対して謀反を起こしたとき、秀満はその挙兵に賛成し、本能寺の変で信長を討った後は安土城を占領したが、光秀が山崎の戦いで羽柴秀吉に敗れると、秀満は安土城を放棄して有名な「湖水渡り」を行い、近江坂本城にいる光秀の妻子を刺し殺して自分も自殺した。その後、丹波は秀吉の支配下となり、福知山には杉原家次、小野木重次（公郷）らが入る。重次は慶長5年（1600年）の関ヶ原の戦いにおいて西軍に味方し、田辺城の戦いの総大将となるが、本戦で西軍が壊滅すると東軍の細川忠興の追討を受けて自害した。

## 藩史
関ヶ原で東軍に与した有馬豊氏は、本戦で後ろ揃えを務めたことで、遠江横須賀3万石から福知山6万石に加増移封されて福知山藩が立藩した。慶長7年（1602年）に豊氏の父・有馬則頼が死去すると、豊氏は父が摂津三田に知行していた2万石も併せて相続することとなり、福知山で都合8万石の大名となった。
その後、大坂の陣においても徳川方として武功を挙げたため、元和6年（1620年）閏12月に20万石に加増の上で筑後久留米藩に移封された。
その後は伏見奉行の小堀政一がしばらくは統治を行う。元和7年（1621年）8月、丹波亀山藩から岡部長盛が5万石で入るが、寛永元年（1624年）9月に美濃大垣藩に移される。替わって摂津中島藩から稲葉紀通が4万5700石で入るが、慶安元年（1648年）8月に改易となった。その後、半年ほどは公儀御料として幕府が直轄したが、慶安2年（1649年）2月28日に三河刈谷藩から松平忠房が4万5900石で入る。これも寛文9年（1669年）6月8日には肥前島原藩に7万石で加増移封となり、替わって常陸土浦藩から朽木稙昌が3万2000石で入り、以後は朽木氏13代の支配で藩政が安定した。
明治4年（1871年）7月14日の廃藩置県で福知山藩は廃藩となり、福知山県となる。同年10月2日、豊岡県となり、明治9年（1876年）8月21日には京都府に編入されることとなった。

## 藩政
福知山は、藩が成立する前の戦国時代、光秀の治世の下で地子銭免除や城下町建設、近世的な福知山城の築城などが行われている。初代藩主となった有馬豊氏は福知山城や城下町の整備を行い、検地を行って藩政を確立した。岡部氏は短期間のため、見るべき治績はない。
岡部氏の後に入封した稲葉紀通は暗愚な人物で、家中や領民に対して悪政を敷くという暴君であった。慶安元年（1648年）には丹後宮津藩主京極高広との間に諍いを起こし、それが原因で紀通が謀反を企んでいるという風聞が流れた。わずか4万5700石、動員兵力においても1500人ほどにしか満たない紀通が謀反を起こしたところでたかが知れていたはずであるが、幕府もこの風聞を信じて近隣の諸藩に出兵を命じたため、同年8月20日、紀通は福知山城にて鉄砲自殺して果て、稲葉氏は改易となった（丹波福知山騒動）。
松平忠房は、藩内に検地を実施する。これは明治時代の地租改正までに至る福知山藩の土地制度の基礎となったため、松平検地と呼ばれた。なお、寛文6年（1666年）には宮津城の受け取り役を務めている。
そして朽木氏であるが、初代藩主朽木稙昌の父稙綱は、徳川家光のもとで御小姓番頭、奏者番を務めたことから、朽木元綱の末子ながら兄たちより厚遇され、譜代大名として取り立てられた。そうした経緯から、朽木氏の歴代の福知山藩主の多くは奏者番・御小姓番頭・寺社奉行を務めている。藩財政は稙昌の頃から既に苦しく、元禄4年（1691年）には5ヵ年に渡る半知を行った。第5代藩主玄綱の時代には享保の大飢饉が原因で享保の強訴と呼ばれる騒動が起こり、藩内は混乱した。なお、玄綱は明智光秀御霊法会を許可している（御霊祭りの開始）。
歴代藩主の中でも第7代藩主舖綱と第8代藩主昌綱は文人として知られ、前者は『擬独語』を著わし、藩校創設の基礎を築き上げた。後者は大槻玄沢ら蘭学者やオランダ商館長（カピタン）と交遊を持って蘭学を研究し、『蘭学階梯』の序文や『泰西輿地図説』、『古今泉貨鑑』など、多くの貴重な著作を残した。第9代藩主倫綱も領民の教化を図って『岩間の水』を著わしている。
福知山藩では財政再建の必要性から、藩政改革がいくたびも行われたが、その都度失敗する。それは百姓による強訴が常に起こったからである。特に前述の享保年間と、幕末の万治元年（1860年）の強訴は大規模だった。

## 歴代藩主

### 有馬家
6万石→8万石 外様
1. 有馬豊氏（とようじ） 従四位下 玄蕃頭、侍従 【慶長5年12月3日藩主就任 - 元和6年閏12月8日移封】

### 幕府領
- 小堀政一が伏見奉行として管轄

### 岡部家
5万石 譜代
1. 岡部長盛（ながもり） 従五位下 内膳正 【元和7年8月藩主就任 - 寛永元年9月移封】

### 稲葉家
4万5700石 外様
1. 稲葉紀通（のりみち） 従五位下 淡路守 【寛永元年9月藩主就任 - 慶安元年8月20日自殺、改易】

### 幕府領
- 小川藤左衛門と彦坂平九郎による支配

### 松平（深溝）家
4万5900石 譜代
1. 松平忠房（ただふさ） 従五位下 主殿頭 【慶安2年2月28日藩主就任 - 寛文9年6月8日移封】

### 朽木家
3万2000石 譜代
1. 朽木稙昌（たねまさ） 従五位下 伊予守 【寛文9年6月8日藩主就任 - 宝永5年6月25日隠居】〔奏者番〕
2. 朽木稙元（たねもと） 従五位下 民部大輔 【宝永5年6月25日藩主就任 - 享保6年11月24日死去】〔奏者番〕
3. 朽木稙綱（たねつな） 従五位下 伊予守 【享保6年12月25日藩主就任 - 享保11年5月5日死去】
4. 朽木稙治（たねはる） 従五位下 土佐守 【享保11年5月11日藩主就任 - 享保13年11月23日隠居】〔御小姓組番頭〕
5. 朽木玄綱（とうつな） 従五位下 土佐守 【享保13年11月23日藩主就任 - 明和7年8月30日死去】〔奏者番、寺社奉行〕
6. 朽木綱貞（つなさだ） 従五位下 大炊頭 【明和7年10月24日藩主就任 - 安永9年8月6日隠居】
7. 朽木舖綱（のぶつな） 従五位下 伊予守 【安永9年8月22日藩主就任 - 天明7年9月19日死去】
8. 朽木昌綱（まさつな） 従五位下 近江守 【天明7年11月22日藩主就任 - 寛政12年4月9日隠居】
9. 朽木倫綱（ともつな） 従五位下 土佐守 【寛政12年4月9日藩主就任 - 享和2年12月20日死去】〔奏者番〕
10. 朽木綱方（つなかた） 従五位下 土佐守 【享和3年1月12日藩主就任 - 文政3年6月3日隠居】
11. 朽木綱条（つなえだ） 従五位下 隠岐守 【文政3年6月6日藩主就任 - 天保7年5月28日死去】
12. 朽木綱張（つなはる） 従五位下 近江守 【天保7年7月29日藩主就任 - 慶応3年2月25日死去】〔奏者番を2回〕
13. 朽木為綱（もりつな） 従五位下 近江守 【慶応3年4月17日藩主就任 - 明治4年7月15日知藩事免官】

5代玄綱から11代綱条まで、玄綱の系統と6代綱貞の系統が代々順養子を重ねて交互に藩主に就いている。12代綱張は本多家からの養子で10代綱方の娘を正室とし、綱張の子の13代為綱は綱方の姪を正室としている。

## 幕末の領地
- 丹波国
  - 天田郡のうち - 62村
- 近江国
  - 高島郡のうち - 4村